# جائزة إيه 1 الكبرى
جائزة إيه 1 الكبرى هي كانت سلسلة سباق سيارات استمرت من 2005 حتى 2009. كان المتسابقون يمثلون بلدانهم وليس فرقهم أو نفسهم مثل باقي سباقات السيارات.